# Daniel Nelson
Daniel Nelson, född 1 maj 1965 i Bethesda i Maryland i USA, är en amerikansk–svensk kompositör.

## Biografi
Nelson föddes i Maryland och flyttade med sin familj till Sverige år 1970. Från år 1985 studerade han komposition för Jean Eichelberger-Ivey vid Peabody Conservatory of Music, Johns Hopkins University i Baltimore samt avlade en Master of Arts för Ralph Shapey vid University of Chicago, kompletterat med studier för Lars-Erik Rosell vid Kungliga Musikhögskolan i Stockholm, där han är bosatt.
Nelsons musik har beskrivits som pulsorienterad med en nyromantisk ådra. Han har främst skrivit orkesterverk för bland andra Västerås Sinfonietta, där han fick sitt genombrott med sin klarinettkonsert år 2000. De har också uruppfört kantaten "The Ninth Wave" (2002) med texter av Alfred Lord Tennyson, den första av två violinkonserter skrivna för Cecilia Zilliacus, "Dances & Air" (2004) och "Electric Graffiti" (2015) för elgitarr och orkester. Han har även återkommande samverkat med Nordiska kammarorkestern, bland annat med verket "Metallëphônic" (2002) för tuba och orkester, ett verk som sedan framförts ett stort antal gånger världen över och blivit ett standardverk i tubarepertoaren. De har även medverkat vid uppförandena av dansverk med Norrdans, Boxes (2013) i koreografi av Christina Tingskog och den internationellt spridda Lille prinsen (2015), efter Antoine de Saint-Exupérys bok med samma titel, i koreografi av danska Tina Tarpgaard. Med Christina Tingskog har han även skapat dansverken PERFECT or Join my picnic (2010) för Kompani ReRe och #JAG (2016) för Kungliga Baletten.
Sommaren 2011 uruppfördes hans Jane Austen-baserade opera Stolthet och fördom av Vadstena-Akademien på Vadstena slott.
Nelsons musik har framförts av Radiosymfonikerna bland annat vid en handfull tv-sända Trettondagskonsert i Berwaldhallen, samt vid deras Tittarnas önskekonsert från Skansen och fanfaren "Kraften av en regnbåge" har även spelats av Kungliga Filharmonikerna vid DN-konserten på Gärdet. Bland andra framträdande verk finns de av Norrlandsoperans symfoniorkester uruppförda "Romances & Air" (2007) för violin och orkester och Symfoni (2008). Hans musik har spelats vid åtskilliga konserter och festivaler i Europa, Asien, Australien, Sydamerika och Nordamerika. Skivinspelningar har gjorts av Helsingborgs symfoniorkester, Danmarks Radios Underholdningsorkester, Västerås Sinfonietta, Nordiska KammarorkesterN, Blåsarsymfonikerna, Kammarensemblen och Stockholms Saxofonkvartett.
2018 uruppfördes Music for Beasts som Livgardets Dragonmusikkår spelar både vid konsert och till häst.

## Priser och utmärkelser
- 2015 – Kungliga Musikaliska Akademiens Carin Malmlöf-Forsslings pris[7]
- 2023 - Musikföreningens i Stockholm körtonsättarstipendium